# Västergötlands runinskrifter 75
Västergötlands runinskrifter 75 är en vikingatida runristning på en gravhäll i Västra Gerums kyrka, Västra Gerums socken och Skara kommun. Stenen sitter inmurad i kyrkans södra tornmur. Stenen är av svart gnejs, 0,98 meter hög och 2,20 meter lång. Runhöjden är 13 centimeter. Runorna är ristade i en rektangulär slinga som innesluter ett kors. Stenen är en tidig form av gravsten och har ursprungligen legat ovanpå en grav på kyrkogården.

## Inskriften
Translitterering av runraden:
· ali : lakþi : stin : þasi : uftiʀ : uþu : kunu : s... ...u : harþa : kuþa
Normalisering till runsvenska:
Ali/Alli lagði stæin þannsi æftiʀ Auðu, konu s[ina] ... harða goða.
Översättning till nusvenska:
Åle/Alle lade denna sten efter Öda, sin hustru ... mycket god.